# Casa del Comte de Fonollar (Gignàs)
La casa del Comte de Fonollar és un edifici situat als carrers d'Avinyó, 37 i d'en Gignàs, 1 de Barcelona. Com que no està catalogat, li correspon la categoria D (bé d'interès documental), atorgada per defecte a tots els edificis del districte de Ciutat Vella.

## Història
El 1861, uns anys després de la urbanització del carrer de Milans, Josep Maria Despujol i Ferrer de Sant Jordi, comte de Fonollar i marquès de Palmerola, va demanar permís per a reedificar la seva casa dels carrers dels Escudellers (actualment Avinyó) i d'en Gignàs, segons el projecte del mestre d'obres Felip Ubach.

### CasaEl Agüelo
A la dècada del 1960 s'hi va instal·lar la taverna Casa El Agüelo, punt de trobada de la joventut progressista que en aquell temps omplia les nits barcelonines. Malauradament, el procés de gentrificació del barri va motivar que el 2013 tanqués i fos substituïda per un restaurant i cocteleria enfocat al turisme. Posteriorment, alguns elements de la decoració i el mobiliari van ser instal·lats al bar de tapes Blai 9 al Poble-Sec.

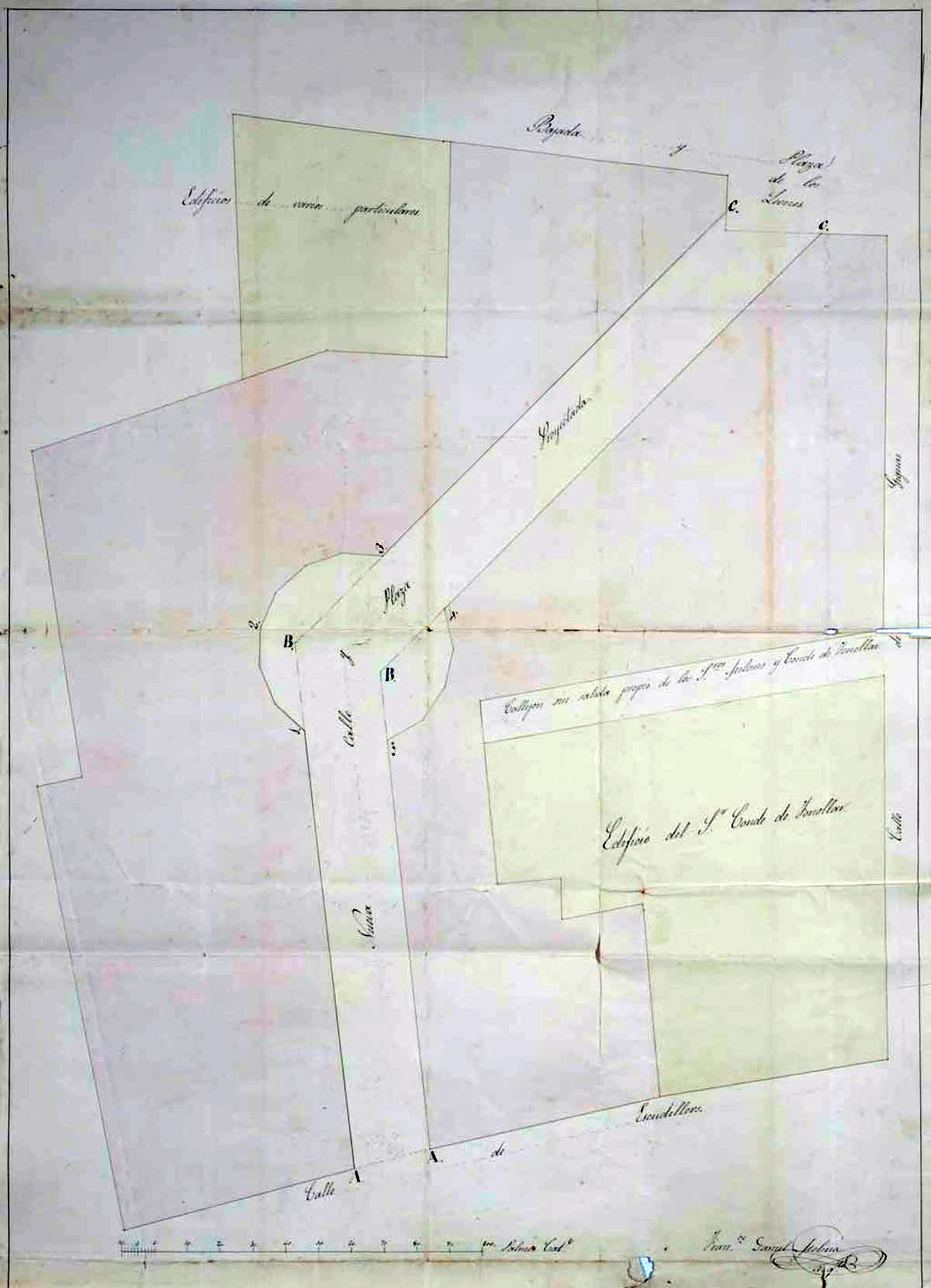
Projecte d'obertura del carrer de Milans (1849)

## Descripció
Es tracta d'un edifici a tres vents sobre una parcel·la irregular, i consta de planta baixa i quatre pisos. Els baixos tenen obertures d'arc escarser i un especejament de carreus de pedra de Montjuïc; els pisos un estucat d'encoixinat horitzontal, i les obertures són totes balcons amb brancals i llindes de pedra motllurada i baranes de ferro forjat amb motius decoratius. El portal principal dona al carrer d'Avinyó i està coronat per un escut heràldic molt deteriorat.